# Pokémon Ranger y el Templo del Mar
Pokémon Ranger to Umi no Ōji: Manaphy (劇場版ポケットモンスター アドバンスジェネレーション ポケモンレンジャーと蒼海の王子 マナフィ Gekijōban Pocket Monsters Adobansu Jenerēshon Pokemon Renja to Umi no Ōji: Manafi?, Pocket Monsters Generación Avanzada la Película: Pokémon Ranger y el Príncipe del Mar Manaphy), conocida en Estados Unidos como Pokémon Ranger and the Temple of the Sea es la novena película del anime Pokémon, la cuarta y última, de la saga Advanced Generation.

## Estreno
Fue estrenada en cines japoneses el 15 de julio de 2006, y en Estados Unidos el 23 de marzo de 2007, por la cadena Cartoon Network. En Hispanoamérica, fue estrenada por Cartoon Network el 16 de enero de 2009, en un especial de fin de semana de pokémon. El estreno de la película fue pactada para el 22 de enero, sin embargo, la película fue incluida en la parrilla de programación del maratón de 4 horas de Pokémon realizado el 16 de enero.
Poco después XHGC Canal 5 de México de televisión abierta adquirió los derechos de transmisión de esta y su película predecesora viéndose a la luz el día 15 de marzo del 2009.

## Argumento
La historia inicia con el robo de un huevo de Manaphy por parte de un Pokémon Ranger de nombre Jack Walker de las manos de un pirata, que se hace llamar Fantasma/Fantomas, el cual desea el huevo para que lo guíe a un antiguo templo llamado el templo del Mar que guarda el gran tesoro del océano, la corona del mar. Ash, May/Aura, Max y Brock durante su viaje se extravían y mientras divagan se encuentran con un grupo de personas llamadas Lizabeth, Kyle, Meredith y Ship que hacen un espectáculo de agua. Esta gente le ofrecen a Ash y a sus amigos llevarlos hasta el siguiente pueblo. 
Mientras todos están durmiendo en el remolque de estas personas, el huevo de Manaphy que por alguna razón se encuentra ahí, comienza a brillar justo donde se encuentra durmiendo May/Aura, lo que provoca que ella sueñe con Manaphy y el templo del Mar. Al día siguiente May/Aura le cuenta acerca de su sueño a la familia del espectáculo marino, a lo que le confiesan que en realidad ellos son descendientes de una antigua cultura que habitaba cerca del mar, cuyo pueblo sabía de la ubicación del templo.
Tras un intento fallido del Team/Equipo Rocket por robar el huevo, hace de nuevo su aparición Jackie, el Pokémon Ranger, y dice a los demás que tiene la misión de llevar el huevo al templo del Mar para que el príncipe, Manaphy, pueda gobernar el mar. Poco después aparece Fantasma/Fantomas y se inicia una lucha por conseguir el huevo, el cual al caer en las manos de May/Aura se abre y de él sale Manaphy que al verla la considera su madre.
Ash y compañía junto a Jack Walker emprenden su viaje hacia el templo del mar guiados por Manaphy, pero son seguidos por los piratas. Durante su trayecto por el océano Jackie le cuenta a Ash las razones por las cuales se volvió Pokémon Ranger y le pide el favor que le ayude a separar a Manaphy de May/Aura para que resulte más fácil cuando este Pokémon tenga que marcharse. Al aparecer la luna llena, el templo del Mar se hace visible y May/Aura y los demás entran en él, pero a su vez también lo hace Fantasma/Fantomas, quien llega hasta la corona del mar y al intentar llevársela todo el templo se empieza a inundar. Escapándose todos menos Ash y May/Aura
Ash encuentra una cápsula de escape donde mete dentro a May/Aura, Manaphy y Pikachu. Luego Ash intenta poner la corona en su lugar pero en uno de sus intentos se ahoga temporalmente, sin embargo gana fuerzas cuando Manaphy usa telepatía y hace que escuche las palabras de ánimo de May/Aura y las súplicas de Pikachu, lo cual le da fuerzas para seguir y dejar la corona como estaba hasta que logra restaurar el templo.
Una vez en la superficie, aparece un Kyogre que derrota la nave de Fantasma/Fantomas con un hiperrayo. Luego, May/Aura se despide de Manaphy el cual se queda para proteger el templo del mar mientras que Fantasma/Fantomas es atrapado por la Oficial Jenny/Agente Mara y Jack Walker.

## Personajes

### Humanos
Ash (サトシ Satoshi?)
 Seiyū: Rica Matsumoto
May (ハルカ  Haruka?)
 Seiyū: KAORI
Max (マサト Masato?)
 Seiyū: Fushigi Yamada
Brock (タケシ  Takeshi?)
 Seiyū: Yūji Ueda
Jessie (ムサシ  Musashi?)
 Seiyū: Megumi Hayashibara
James (コジロウ Kojirō?)
 Seiyū: Shinichirō Miki
Jack Walker (ジャック・ウォーカー?)
 Seiyū: Kōichi Yamadera
Kyle (カイ  Kai?)
 Seiyū: Seiji Sasaki
Ship (シップ ?)
 Seiyū: Tomomichi Nishimura
Meredith (ミナモ  Minamo?)
 Seiyū: Takako Honda
Phantom (ファントム船長 Phantom Sencho?)
 Seiyū: Hiroshi Fujioka
Lizabeth (ヒロミ  Hiromi?)
 Seiyū: Kaori Manabe
Judy (ジュディ ?)
 Seiyū: Becky

### Pokémon
Pikachu (ピカチュウ ?)
 Seiyū: Ikue Otani
Meowth (ニャース  Nyarth?)
 Seiyū: Inuko Inuyama
Manaphy (マナフィ ?)
 Seiyū: Yuri Shiratori

## Reparto
| Personaje   | Actor de Voz (Japón) | Actor de Voz (España) | Actor de Voz (Hispanoamérica) |
| ----------- | -------------------- | --------------------- | ----------------------------- |
| Ash         | Rika Matsumoto       | Adolfo Moreno         | Gabriel Ramos                 |
| May         | Midori Kawana        | Cristina Yuste        | Mariana Ortiz                 |
| Max         | Kyoko Yamada         | Beatriz Berciano      | Diego Armando Ángeles         |
| Brock       | Yūji Ueda            | Javier Balas          | Alan Prieto                   |
| Pikachu     | Ikue Ōtani           | Ikue Ōtani            | Ikue Ōtani                    |
| Jessie      | Megumi Hayashibara   | Amparo Valencia       | Diana Pérez                   |
| James       | Shinichirō Miki      | Iván Jara             | José Antonio Macías           |
| Meowth      | Inuko Inuyama        | José Escobosa         | Gerardo Vázquez               |
| Jack Walker | Kōichi Yamadera      | Cholo Moratalla       | Diego Armando Nieves          |
| Kyle        | Seiji Sasaki         | Miguel Ángel Montero  | Raúl Anaya (?)                |
| Ship        | Tomomichi Nishimura  | Mario Martín          | César Arias                   |
| Meredith    | Takako Honda         | Ana Isabel Hernando   | Elena Ramírez                 |
| Phantom     | Hiroshi Fujioka      | Fernando Hernández    | Blas García                   |
| Lizabeth    | Kaori Manabe         | Celia de Diego        | Toni Rodríguez                |
| Judy        | Becky                | Milagros Fernández    | Adriana Casas (?)             |
| Manaphy     | Yuri Shiratori       | Michelle Knotz        | Michelle Knotz                |
| Narrador    | Unshō Ishizuka       | Eduardo del Hoyo      | Gerardo Vázquez               |

## Recepción
Pokémon Ranger and the Temple of the Sea recibió críticas mixtas y mayormente positivas por parte de la audiencia y los fanes. En el sitio web Rotten Tomatoes la audiencia le dio una aprobación de 70%, basada en más de 2000 votos, con una calificación promedio de 3.9/5. En la página web IMDb tiene una calificación de 6.1 basada en más de 1000 votos. En la página Anime News Network posee una puntuación aproximada de 6 (decente), basada en más de 200 votos, mientras que en MyAnimeList tiene una calificación de 7.0, basada en más de 20 000 votos.

## Manga
Makoto Mizobuchi escribió una adaptación al manga de Pokémon del mismo nombre. Se lanzó en Japón en 2006 y luego en inglés en los Estados Unidos el 5 de agosto de 2008.

### Diferencias entre la película y el manga
- Judy está ausente en el manga.
- Durante la secuencia del sueño de May/Aura se da a entender que May/Aura está desnuda mientras está en el agua, mientras que en la película está completamente vestida.
- Después de que su submarino es destruido, Fantasma/Fantomas amenaza con tomar a May/Aura como rehén y empuña un pilar como arma, en lugar de no poder sostener el pilar y quedar atrapado debajo de él.
- El recién nacido Manaphy se mantiene sereno a diferencia de su homólogo cinematográfico, que parece actuar de manera molesta y angustiada sobre el nuevo mundo fuera de su huevo.
- La caja del huevo de Manaphy se rompe cuando Manaphy eclosiona, en lugar de que el huevo se caiga de la caja antes de eclosionar.
- Manaphy está feliz de ver a Ash en el cuerpo de Jack Walker después de usar Heart Swap en el anime, mientras que en el manga, Manaphy parece suavizarse un poco después de usar Cambiaalmas en Ash y Jackie, pero todavía no está feliz de que May se haya ido.
- Aunque May/Aura se sintió comprensiblemente decepcionada después de que Jackie Walker le dijera que no podía esperar que el bebé Manaphy dependiera de ella como su madre adoptiva humana para siempre en ambas versiones, ya que necesita aprender a ser independiente gradualmente sin ella, solo en la escena de la película de anime lloró por ello y Lizabeth luego la consoló abrazándola. Lo mismo ocurre con Misty, quien no podía esperar que el bebé Togepi/Togetic dependiera de ella permanentemente, ya que también necesita aprender a vivir independientemente sin ella.
- La despedida de May/Aura y Manaphy al final y la escena en la que Ash casi se ahoga antes de convertirse en el "Rey del Mar" son mucho más alegres en el manga que en la película porque el estilo artístico de la adaptación del manga está modificado para hacerlo más adecuado para los niños.
- En lugar de la marca de la Gente del Agua, Fantasma/Fantomas abre la puerta de la Corona del Mar tocando un instrumento conocido como la Flauta de Agua.
- Al escapar del submarino de Fantasma/Fantomas, Jackie es atacada por varios Pokémon de Agua utilizados por los subordinados de Fantasma/Fantomas, en lugar de Fantasma/Fantomas y sus Pokémon de Tipo bicho.